# La vida solucionada
La vida solucionada es el cuarto disco del cantautor asturiano, Pablo Moro. Publicado en 2013

## Lista de canciones
1. Empezar de cero
2. La gente de mi tierra
3. Pequeña luna de julio
4. Efecto placebo
5. La galerna
6. Mundos perfectos
7. Canción de octubre
8. El último día
9. Los reyes del río
10. Girando
11. Más profundo
12. El viento de las castañas
13. Cuando bajes del avión

- Datos: Q9019641